# Xã Erhards Grove, Quận Otter Tail, Minnesota
Xã Erhards Grove (tiếng Anh: Erhards Grove Township) là một xã thuộc quận Otter Tail, tiểu bang Minnesota, Hoa Kỳ. Năm 2010, dân số của xã này là 442 người.